# HOMEニュース
『HOMEニュース』（ホームニュース、英語表記：HOME NEWS）は、広島ホームテレビで放送されている定時ローカルニュース番組。

## 概要
ホームテレビ公式サイトの番組表や新聞の番組欄には「ホームテレビニュース」と記載されているほか、1990年代まではタイトルもこのように表示されていた。
18時台前半がテレビアニメの再放送枠だった1986年ごろまでは、18:45 - 19:00にニュース枠があり、『ホームテレビニュース』のタイトルが使われており、同枠は一時曜日によって『中国新聞ニュース』のタイトルと使い分けていたこともある。
2017年3月まで放送していた週末21時前の全国ニュース『ANNニュース』については『ANNホームテレビニュース』のタイトルに変更しているが、特にオープニングは無く、画面右下に表示されていた。
平日午後の『ANNニュース』をネットしていた頃に『ホームテレビニュースANN』へ改題し、タイトル画面を当初は局舎の静止画フリップに、その後フルCGのタイトルロゴに差し替えていたほか、平日21時前にローカルニュースを帯放送していた頃があり、その頃は同じタイトル画面とエンドカードを使用していたため、ローカルにもかかわらずANNがタイトルに入っていた。

## キャスター
- アナウンサーのシフト勤務
  - 2014年時点では、姓名が旧字体表記のアナウンサーについても、本番組では常用漢字で表記されていたが（例：榮真樹→栄真樹）、2025年時点では旧字体のまま表示されている。
  - 西村真二（コットン）も、アナウンサーとして在職していた時代にシフト勤務で担当していた。

## 放送時間
| ANNニュース・ローカル枠 | ANNニュース・ローカル枠 | 11:42 - 11:45（『大下容子ワイド!スクランブル・第1部』内包または下記単独番組） | 11:42 - 11:45（『大下容子ワイド!スクランブル・第1部』内包または下記単独番組） | 11:42 - 11:45（『大下容子ワイド!スクランブル・第1部』内包または下記単独番組） | 11:42 - 11:45（『大下容子ワイド!スクランブル・第1部』内包または下記単独番組） | 11:45 - 12:00（最後の2項目程度ローカル差し替え） | 11:50 - 12:00（最後の2項目程度ローカル差し替え） |              |              |
| HOME NEWS               | HOME NEWS               | 11:42 - 11:45（単独番組時）                                                   | 00:40 - 00:46 11:42 - 11:45（単独番組時）                                     | 01:10 - 01:16 11:42 - 11:45（単独番組時）                                     | 01:10 - 01:16 11:42 - 11:45（単独番組時） 20:54 - 21:00                       | （放送無し）                                     | （放送無し）                                     | （放送無し） | （放送無し） |

### 補足
- 平日11:42枠は『大下容子ワイド!スクランブル・第1部』内（テレビ朝日でのローカル枠1枠目〈関東地方の天気予報〉の自社差し替え）で放送するが、夏休み編成などで第1部の飛び乗り時刻を広島ホームテレビでの本来の10:30から11:45（事実上フロート番組の『ANNニュース』のみ放送のため、新聞や電子番組表では同番組を単独扱いで記述）に繰り下げたり、『全国高等学校野球選手権広島大会』準決勝の中継で『大下容子ワイド!スクランブル』を全編差し替えた時は11:42から単独番組『HOME NEWS』として放送している。
- 土曜11:45と日曜11:50枠の後半は、広島県内の大きなニュースがない場合、ローカル枠での自社差し替えを行使しないことがある。ただし、土曜日は13:00からの『ひろしま深掘りライブ フロントドア』内でニュースを数項目伝えることがある。
- 週末の夕方は、『ANNスーパーJチャンネル』に設けられているローカル枠の中で県内ニュースを放送。